# Asta Heiberg
Asta Sophie Charlotte Heiberg, geb. Gräfin Baudissin (Knooper Linie) (* 7. Mai 1817 in Greifswald; † 28. Januar 1904 in Schleswig) war eine deutsche Schriftstellerin.

## Leben
Asta von Baudissins Eltern Graf Christian Karl von Baudissin (1790–1868) und Anna Margarete Henriette Kunniger (1788–1864) stammten aus Sachsen, hatten 1810 in Dresden geheiratet und zogen erst 1816 nach Greifswald. Hier kam Baudissin als fünftes von 13 Kindern zur Welt; Schriftstellerin Caroline Adelheid Cornelia von Baudissin war ihre Großmutter. Ihre Geschwister Wolf (1812–1887), Thekla, Ulrich (1816–1893) und Adelbert wurden wie sie schriftstellerisch tätig.
Als älteste Tochter, zwei ältere Schwestern waren zeitig verstorben, musste Baudissin schon früh Verantwortung innerhalb der Familie übernehmen. Sie galt als „Hauptstütze“ ihrer Mutter und sorgte für ihre Geschwister. Als die Familie in wirtschaftliche Schwierigkeiten geriet, zog sie vom Greifswalder Gut zunächst nach Horsens und später nach Rendsburg um. Im Jahr 1833, Baudissin war 17 Jahre alt, ließ sich die Familie schließlich in Schleswig nieder. Während ihre Brüder das Gymnasium besuchten, erhielt Baudissin ihre Bildung durch Privatunterricht von ihrem Vater; Konfirmationsunterricht nahm sie bei Claus Harms und bildete sich durch Lesen weiter.
Am 17. September 1835 heiratete Asta von Baudissin in Schleswig den Schriftsteller und Juristen Carl Friedrich Heiberg (1796–1872). „Sie begründeten die Familien-Dynastie der Heibergs, die in der Folgezeit zahlreiche bedeutende Persönlichkeiten hervorbringen sollte.“ Gemeinsam bezogen sie in Schleswig das Haus am heutigen Stadtweg 39, das Heiberg bis zu ihrem Tod bewohnte.
Durch ihren Mann kam sie in Kontakt mit der schleswig-holsteinischen Bewegung, die sich für eine Loslösung Schleswig-Holsteins von Dänemark einsetzte. In seiner patriotischen Schrift Vom verrathenen Bruderstamme verteidigte Gustav Rasch Heibergs Ehemann, der in Konflikt mit den nationalen Kreisen gekommen war, und schrieb über sie: „Und kennt Jemand eine bessere und energischere Schleswig-Holsteinerin, wie seine Gemahlin, Gräfin Asta Baudissin? Für mich ist sie die erste unter den Damen in Schleswig-Holstein.“  Sohn Hermann Heiberg kam 1840 zur Welt. Er war später als Schriftsteller erfolgreich und widmete „seiner theuren Mutter“ das 1886 erschienene Werk Eine vornehme Frau. Insgesamt entstammten der Ehe drei Söhne und eine Tochter. Nach dem Tod ihres Ehemanns im Jahr 1872 lebte Asta Heiberg lange Jahre mit ihrem Sohn, dem Schleswiger Bürgermeister Julius Heiberg, zusammen.
Im Jahr 1853 siedelte Asta Heiberg nach Dresden über, wo sie mehrere Jahre lebte. In dieser Zeit kam sie mit dem literarischen Kreis um Ludwig Tieck zusammen. Sie pflegte zudem Beziehungen zur adeligen Familie von Pogwisch, zu der auch Ottilie von Goethe und Ulrike von Pogwisch gehörten, und verkehrte mit den Enkeln Johann Wolfgang von Goethes.
Asta Heiberg hatte nach dem Tod ihres Ehemanns 1872 mit dem Schreiben begonnen. Die Erzählung Der gerade Weg erschien 1882 in Dr. L. Meyns schleswig-holsteinischem Haus-Kalender. Äußerst populär wurden ihre 1897 „in einem eigentümlich sprunghaften Stile geschriebenen“ Memoiren Erinnerungen aus meinem Leben. Das Buch war zunächst im Privatdruck erschienen, jedoch so schnell vergriffen, dass es beim renommierten Verlag Carl Heymann erneut aufgelegt wurde. Heiberg widmete ihre Memoiren ihrem verstorbenen Ehemann. In Erinnerungen aus meinem Leben beschreibt sie „die politischen und gesellschaftlichen Zustände im Schleswig-Holstein des 19. Jahrhunderts“, gibt Einblicke in ihr Leben und zeichnet ein Bild populärer Persönlichkeiten ihrer Zeit.
Im Jahr 1904 verstarb Asta Heiberg im Alter von 86 Jahren und wurde unter großer Anteilnahme der Bevölkerung auf dem Domfriedhof in Schleswig beigesetzt.

## Werke
- 1882: Der gerade Weg (Erzählung). In: Dr. L. Meyns schleswig-holsteinischem Haus-Kalender
- 1897: Erinnerungen aus meinem Leben. (Memoiren). 2. Auflage. Heymanns, Berlin 1897. X S., 1 Bl., 271 S.